# Rotherham United Football Club 2021-2022
Questa voce raccoglie le informazioni riguardanti il Rotherham United Football Club nelle competizioni ufficiali della stagione 2021-2022.

## Rosa

### Rosa 2021-2022
| N. |                             | Ruolo | Calciatore       |
| -- | --------------------------- | ----- | ---------------- |
| 1  | Svezia (bandiera)           | P     | Viktor Johansson |
| 2  | Inghilterra (bandiera)      | D     | Billy Jones      |
| 3  | Inghilterra (bandiera)      | D     | Joseph Mattock   |
| 4  | Galles (bandiera)           | C     | Shaun MacDonald  |
| 6  | Inghilterra (bandiera)      | D     | Richard Wood     |
| 8  | Inghilterra (bandiera)      | C     | Ben Wiles        |
| 9  | Irlanda del Nord (bandiera) | A     | Will Grigg       |
| 10 | Inghilterra (bandiera)      | A     | Freddie Ladapo   |
| 11 | Irlanda (bandiera)          | A     | Chiedozie Ogbene |
| 12 | Irlanda (bandiera)          | A     | Georgie Kelly    |
| 14 | Inghilterra (bandiera)      | C     | Mickel Miller    |
| 15 | Inghilterra (bandiera)      | D     | Tolaji Bola      |
| 16 | Scozia (bandiera)           | C     | Jamie Lindsay    |

| N. |                             | Ruolo | Calciatore            |
| -- | --------------------------- | ----- | --------------------- |
| 17 | Irlanda del Nord (bandiera) | C     | Shane Ferguson        |
| 18 | Inghilterra (bandiera)      | C     | Oliver Rathbone       |
| 19 | Irlanda (bandiera)          | A     | Joshua Kayode         |
| 20 | Inghilterra (bandiera)      | D     | Michael Ihiekwe       |
| 21 | Inghilterra (bandiera)      | D     | Angus MacDonald       |
| 22 | Inghilterra (bandiera)      | C     | Hakeem Odoffin        |
| 23 | Inghilterra (bandiera)      | D     | Rarmani Edmonds-Green |
| 24 | Inghilterra (bandiera)      | A     | Michael Smith         |
| 29 | Irlanda del Nord (bandiera) | A     | Conor Washington      |
| 30 | Inghilterra (bandiera)      | P     | Josh Chapman          |
| 31 | Inghilterra (bandiera)      | P     | Josh Vickers          |
| 34 | Inghilterra (bandiera)      | A     | Jacob Gratton         |